# Esteban Serrador
Esteban Serrador Marí fue un actor y director de teatro que nació en Santiago de Chile, Chile, el 30 de abril de 1903 y falleció el 6 de junio de 1978 en Buenos Aires, Argentina, país donde había realizado una extensa carrera artística.

## Carrera
Esteban Serrador fue un prestigioso actor cinematográfico y teatral que incursionó también en la pantalla chica en varios proyectos.
Se inició en la escena teatral a los nueve años de edad junto a sus padres. A los 15 años ya era actor profesional y a los 17 asume la dirección escénica. Hijo de padre catalán, Esteban Serrador, y de madre valenciana, Josefina Marí (Marín), sus hermanos fueron los también actores Juan Serrador, Teresa Serrador, Nora Serrador y Pepita Serrador, además de tío del guionista y escritor Narciso Ibáñez Serrador
Con roles protagónicos o de reparto compartió cartel con primeras figuras como Olinda Bozán, Eva Franco, Sandro, Alfredo Barbieri, Gogó Andreu, Tincho Zabala, Santiago Gómez Cou, Delia Garcés, Alicia Barrié, Homero Cárpena, Elina Colomer, Augusto Codecá, Mecha Ortiz, Eva Duarte, Herminia Franco, Arturo Garcia Buhr, entre otros.
Formó compañías teatrales con colosales actrices como Margarita Xirgu, Gloria Guzmán, Aída Alberti, Elsa O'Connor, Susana Freyre, Lydia Lamaison, Aída Luz, Luisa Vehil, Fanny Navarro, Paulina Singerman, Malvina Pastorino, Irma Córdoba, Violeta Antier, Amelia Bence e incluso de su hermana Pepita Serrador. En 1930 funda en España el Teatro Fígaro y fue director del Teatro Oficial en Chile. Con su compañía realizó giras por América del Norte y del Sur, para luego pasar a Europa donde trabajó en Madrid, París, Roma y Londres.
Además de ser un gran actor trabajó como dibujante y escenógrafo de algunas obras nacionales como lo fue Celos..! (1944) encabezada por Elsa O'Connor y Alejandro Flores.

## Teatro
Director
- La enemiga (1920)
- Home and beauty (1944)
- La llama eterna (1947)
- Un angelito cualquiera (1948)
- Los árboles mueren de pie (1949)
- La heredera (1950)
- La estrella que cayó en el mar (1951)
- La llave en el desván (1951)
- Eurídice (1952)
- Siete gritos en el mar (1952)
- Sombra querida (1952)
- Amor en septiembre (1953)
- Biografía (1953)
- Esta noche en Samarcanda (1953)
- Yo quiero tener un hijo (1953)
- Prestame tu novia (1954)
- El reloj de Baltazar (1955)
- Una boda ideal (1955)
- ¿Conoce usted la vía láctea? (1959)
- Dulce pájaro de juventud (1959)
- Luna de miel para todos (1961)
- El gran canalla (1962)
- La novia de los forasteros (1962)
- Los enamorados (1962)
- Safón y los pájaros (1962)
- La escuela del escándalo (1962)
- Amor y teatro (1963)
- Una mujer sin importancia (1963)
- Sueño de una noche de verano (1963)
- Doña Rosita la soltera (1965)
- El caballero de las espuelas de oro (1966)
- La dama de los racimos (1967)
- Las falsas coincidencias (1967)
- El escondite (1970)
- La dama boba (1971)
- La verdad sospechosa (1972)
- Todos en París conocen, de Luis Novas Terra

Intérprete
- Yerma (1937)
- Dulce... dulce vida
- El jardín de los cerezos
- La escuela del escándalo
- El caballero de Olmedo
- La eterna ninfa (1944)
- Los maridos engañan de 7 a 9 (1944)
- La voz de la tórtola (1945)
- Kean de Jean-Paul Sartre (1958)
- El caballero de las espuelas de oro (1966)
- Aprobado en castidad (1968)
- El hombre de mundo (1969)
- El zoo de cristal
- Nuestra Natacha
- La sirena varada
- Los árboles mueren de pie
- Mi complejo es el champagne (1972)

## Filmografía
- Destino de un capricho (1972)
- El sexto sentido (1963)
- El despertar del sexo (1963)
- La cigüeña dijo sí (1955)

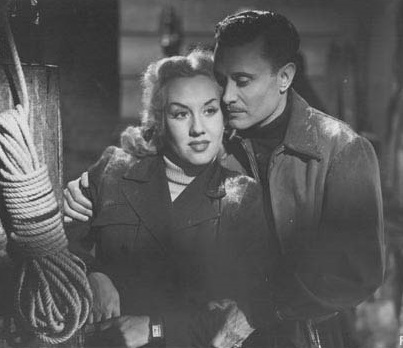
Malisa Zini (1921-1985) y Esteban Serrador en la película Arroz con leche (1950).

- Escuela de sirenas... y tiburones (1955)
- Siete gritos en el mar (1954)
- Romeo y Julita (1953)
- Cosas de mujer (1951)
- Arroz con leche (1950)
- Evasión (1947) .... Alfonso Alvarado
- Cristina (1946)
- El gran amor de Bécquer (1946)
- Villa Rica del Espíritu Santo (1945)
- Nuestra Natacha (1944)
- Las sorpresas del divorcio (1943)
- Una novia en apuros (1942)
- Su primer baile (1942)
- Si yo fuera rica (1941)
- La hora de las sorpresas (1941)
- Dama de compañía (1940)
- Adiós Buenos Aires (1938)

## Televisión
Actor
- Hermosos mentirosos (1976/1977)[6]
- Narciso Ibáñez Serrador presenta a Narciso Ibáñez Menta (1974)
- El regreso (1974)
- El Teatro de Pacheco (1973)
- Teatro como en el teatro (1973)
- Tardes de cine y teatro (1973)
- Platea 7 (1973)
- Narciso Ibáñez Menta presenta (1971)
- El vendedor de ilusiones (1971)
- Gran teatro universal (1970)
- El mundo del espectáculo .... Arturo / ... (2 episodios, 1968-1969)
- Gorrión (1969) episodio .... Arturo
- La pulga en la oreja (1968)
- Viernes de Pacheco (1968/1973)
- Sangre y arena (1968) episodio .... Marqués de Moraima
- Teatro del sábado (1966)
- El sí de las niñas (1961) Serie .... Don Diego
- La hora Fate (1960/1962)
- Teleteatro del grupo de los diez (1960)
- Más allá del color: La vida de Gauguin y Degas (1958) miniserie .... Degas
- Cuentos para mayores (1957)
- Joyas del teatro breve (1954)
- Mi camarín (1954)

Director
- Más allá del color: La vida de Gauguin y Degas (1958) miniserie